# Heart Shaker
〈Heart Shaker〉是南韓女子組合TWICE所演唱的一首歌曲。這首歌在2017年12月11日由JYP娛樂發行，並成為該團首張專輯《Twicetagram》重新發行版的主要單曲。

## 背景與發行
JYP娛樂在《Likey》的MV中首度曝光了《Heart Shaker》。在MV裡的一個街頭廣告牌和拱門上都寫著「Heart Shaker」，而《Likey》的官方Instagram貼文上也標註了「#HeartShaker」。2017年11月27日，JYP娛樂宣布將在12月11日推出Twice首張完整專輯《Twicetagram》的聖誕節主題重新發行版《Merry&Happy》。主打歌《Heart Shaker》在三天後公開。從12月4日至11日，陸續公開了多個預告片和搶先聽，包括歌曲的歌詞。專輯和主打歌的MV在12月11日正式發行。此外，該專輯也在各大音樂網站以數位下載的方式發行。

## 編曲
這首是由David Amber和Sean Alexander共同創作，歌詞則是由音樂製作團隊Galactika（별들의전쟁）所操刀。
來自告示牌的Tamar Herman將這首歌描述成「一首明亮的流行歌曲，融合了時尚的吉他riff、閃爍的合成器和柔美的和聲，營造出一種帶有復古感的冬日氛圍，但節奏輕快，詼諧地傳達了詩句和充滿活力的副歌」。在歌詞方面，這首歌講述了一位女孩鼓起勇氣向那個讓她心神不寧的人表白。

## 商業表現
這首歌在韓國Gaon數位排行榜和告示牌韓國Kpop Hot 100上一鳴驚人地奪得冠軍。它在告示牌世界數位歌曲銷售榜上最高攀升至第2名，而在告示牌日本Hot 100上則排名第4。《Heart Shaker》在2019年9月衝破1億次串流，在2020年3月達到250萬次下載，皆為韓國Gaon音樂榜的佳績。

## MV與宣傳
2017年12月4日，公開了長達一分鐘的MV預告片。預告片中，Twice穿著白色長袖T恤和牛仔褲，在一個類似商店的場景中表演歌曲的副歌部分。隨著專輯的發行，以心形為主題的完整版MV於12月11日上線。與之前的韓語單曲不同，這首歌在各種鮮豔和復古風格的場景中，舞蹈成分更為豐富。最後，通過鏡像舞蹈，成員數量翻倍，呈現出18人的Twice壯觀舞蹈場面。2018年1月22日，MV在YouTube上線41天後，觀看次數突破1億。在7月11日，觀看次數突破2億，成為Twice的第五個達到此成就的MV。2021年12月10日，該MV在YouTube上獲得4億次觀看，成為他們的第七個實現此成就的MV。
2017年12月11日，Twice在Naver V Live上進行了一場直播活動，以慶祝專輯的發行。他們還公開了這首歌的完整舞蹈。三天後，她們參加了SBS Love FM的家庭音樂會，首次在現場演出了這首歌。接下來，Twice分別在12月15日、16日和17日在音樂節目《音乐银行》、《Show! 音樂中心》和《人气歌谣》上表演了這首歌。

## 軼事
副歌的第一句聽起來很像英文的「Is Sana gay?」，隊長志效在TWICE WORLD TOUR 2019 : TWICELIGHTS的紐華克演唱會有提到此事。

## 獲獎與提名
| 年份 | 頒發機構                | 獎項                     | 結果 | 來源   |
| ---- | ----------------------- | ------------------------ | ---- | ------ |
| 2017 | Gaon Chart Music Awards | 12月份音源部門年度歌手獎 | 獲獎 | [ 28 ] |
| 2018 | 甜瓜音乐奖              | 年度歌曲                 | 提名 |        |
| 2018 | 甜瓜音乐奖              | 最佳女子舞曲             | 提名 |        |
| 2018 | 韓國人氣音樂大賞        | 最佳數位歌曲             | 獲獎 | [ 29 ] |
| 2019 | 金唱片獎                | 音源本賞                 | 提名 | [ 30 ] |
| 2019 | 金唱片獎                | 音源大賞                 | 獲獎 | [ 30 ] |

| 節目名稱       | 日期（總計：9） | 來源   |
| -------------- | --------------- | ------ |
| M Countdown    | 2017年12月21日  | [ 31 ] |
| M Countdown    | 2017年12月28日  | [ 32 ] |
| 音樂銀行       | 2017年12月22日  | [ 33 ] |
| 音樂銀行       | 2017年12月29日  | [ 34 ] |
| Show! 音樂中心 | 2017年12月23日  | [ 35 ] |
| Show! 音樂中心 | 2018年1月13日   | [ 36 ] |
| 人氣歌謠       | 2017年12月24日  | [ 37 ] |
| 人氣歌謠       | 2017年12月31日  | [ 38 ] |
| 人氣歌謠       | 2018年1月7日    | [ 39 ] |

## 排行榜
| 排行榜（2017–2018年）             | 最高 排名 |
| --------------------------------- | --------- |
| 日本（Japan Hot 100）             | 4         |
| 日本（Oricon數位單曲榜）          | 5         |
| 菲律賓（Philippine Hot 100）      | 10        |
| 菲律賓（BillboardPH K-pop Top 5） | 1         |
| 韓國（Gaon）                      | 1         |
| 韓國（K-pop Hot 100）             | 1         |
| 美國（World Digital Song Sales）  | 2         |

| 排行榜（2018年）      | 排名 |
| --------------------- | ---- |
| 日本（Japan Hot 100） | 41   |
| 韓國（Gaon）          | 38   |

## 銷售認證
| 地區                 | 认证 | 认证单位/销量 |
| 串流                 | 串流 | 串流          |
| -------------------- | ---- | ------------- |
| 日本（日本唱片協會） | 金   | 50,000,000†   |
| †僅含認證的銷量      |      |               |